# 小堀真生
小堀 真生（こぼり まさき、6月19日 - ）は、日本の男性声優。東京都世田谷区出身。ケンユウオフィス預かり所属。

## 来歴
専門学校 東京声優・国際アカデミー卒業。

## 人物
特技は卓球。趣味は靴下集め、ゲーム、歌唱、散歩

## 出演
太字はメインキャラクター。

### テレビアニメ
2019年
- 警視庁 特務部 特殊凶悪犯対策室 第七課 -トクナナ-

2022年
- 遊☆戯☆王ゴーラッシュ!!（888万人の同胞たち、MIK隊員たち、兵士たち）

2024年
- クレヨンしんちゃん（戦闘員D）
- ばいばい、アース（蛍族）
- ポケットモンスター（2024年 - 2025年、おじさん）

2025年
- 俺だけレベルアップな件 Season 2 -Arise from the Shadow-（院長）
- 神統記（テオゴニア）（マカク族兵士）
- 青春ブタ野郎はサンタクロースの夢を見ない（塾長、スタッフ、同級生男）

### ゲーム
- デュエル・マスターズ プレイス（2019年、ウコン・ピッピー、超合金ロビー 他）
- ベイラーレジェンド Idle RPG（2022年、ジャック、シンクレア、ブロービ）
- 箱庭開拓 ハムスターと太陽の里（2024年）
- ヘブンバーンズレッド（2025年、神父）
- やまとまほろば地魂これくしょん（2025年、遠江[2]）※ブラウザゲーム

### 吹き替え

#### 映画
2023年
- ブルー・バイユー（Q）
- レンフィールド（カイル〈T.C.マサーン〉）

2025年
- トワイライト・ウォリアーズ 決戦! 九龍城砦（阿頭〈デオン・チョン〉）
- ハボック

#### ドラマ
2022年
- ペリフェラル -接続された未来-（オシアン〈ジュリアン・ムーア・クック〉）

2023年
- FBI: インターナショナル S2
- グレイズ・アナトミー 恋の解剖学 S19（ブルーノ）
- ザ・キャプチャー 歪められた真実2（トッド）
- ザ・コーリング 〜刑事アヴラハムの使命〜（ヴィンセント、フォード、スミス 他）
- 太宗イ・バンウォン（ミン・ジェ、チョン・モンジュ）
- ハイジャック（カイ、アーサー）
- パムの秘密-ある主婦の知られざる顔-（トラヴィス、エヴァン 他）

2024年
- イコライザー S4 #2（ジョニー・ブラック）
- 1分1秒の軌跡
- グレイズ・アナトミー 恋の解剖学 S20（ブルーノ）
- サニー（ミスター・パープル）
- 損するのは嫌だから
- レイブンのウチはチョー大変! S5（リアム）

2025年
- 暗行御史:朝鮮秘密捜査団（チャン・テスン）
- 弱いヒーロー Class2（イェチャン）
- ベター・シスター（ケン〈ポール・スパーク〉）
- グッドボーイ
- 広場
- イカゲーム S3
- 埋もれる殺意 〜3年の悔恨〜（サム 他）
- ザイアム: バトル・イン・ホスピタル
- カウントダウン #1（ロバート・ダーデン〈マイロ・ヴィンティミリア〉 他）

#### アニメ
- キャッチ!ティニピン（ビリリピン、モンジュ博士、宝石ドラゴン）
- 星つなぎのエリオ[5]

### ボイスオーバー
- ディスカバリーチャンネル『奇跡を起こせ！素人vsエキスパート』（カラム・コフーン 他）
- WHO I AM パラリンピック（ステファン・ヨハンソン）
- 野生動物を救え!（リック・フェニー 他）

### オーディオブック
- AmazonAudible
  - 「イスラエル 人類史上最もやっかいな問題」
  - 「エネルギーを整える。」
  - 「株を買うなら最低限知っておきたい ファンダメンタル投資の教科書 改訂版」
  - 「きみは誤解している」
  - 「決定版 マインド・コントロール」
  - 「孤闘 三浦瑠麗裁判1345日」
  - 「死ぬならば、死にたいときに」
  - 「資本主義の中心で、資本主義を変える」
  - 「人生がクソゲーだと思ったら読む本　生きづらい世の中の突破術」
  - 「すごい言語化「伝わる言葉」が一瞬でみつかる方法」
  - 「スタンフォード大学　いのちと死の授業」
  - 「大規模言語モデルは新たな知能か――ChatGPTが変えた世界」
  - 「Duke CE マネジメントレビュー」

### ラジオ
- 井口裕香のトーキングすむすむ
- RADIO UnoZero

### 初出話一覧
1. ↑  第6話初出
2. ↑  第1231話初出
3. ↑  第1話初出
4. ↑  第69話初出
5. ↑  第21話初出
6. ↑  第12話初出
7. ↑  第2話初出
8. ↑  第3話初出
9. ↑  第7話初出